# Beth (britische Sängerin)
Beth ist eine britische Sängerin, die durch Coverversionen auf YouTube bekannt wurde.

## Karriere
Ihre Karriere startete sie mit dem Upload eines Akustik-Covers mit Pianobegleitung von Adeles Hit Someone like You auf Youtube im März 2011. Dieser konnte innerhalb kurzer Zeit mehrere hunderttausend Aufrufe generieren und auch die folgenden Coverversionen riefen großes Zuschauerinteresse hervor.
Den Durchbruch hatte sie mit einem Medley von David Guettas und Sias Liedern She Wolf (Falling to Pieces) und Titanium sowie Swedish House Mafias Don’t You Worry Child im August und September 2012, beide Videos konnten bis heute (Stand: Februar 2016) über 5 bzw. 10 Millionen Aufrufe erzeugen.
Im Oktober 2013 coverte Beth das Lied Wake Me Up von Avicii und erreichte damit Platz 17 der Charts in Flandern. Auch das zugehörige Album The Covers Collection 3 konnte die Charts in Flandern und Wallonien erreichen.
Der im Juli 2015 veröffentlichte Charming Horses Remix zu ihrem Cover von Don’t You Worry Child erreichte in den deutschen iTunes-Charts Platz 49 sowie bei Spotify hohe Abrufzahlen, verpasste aber den Einstieg in die offiziellen deutschen Singlecharts.

## Diskografie

### Alben
- 2011: The Covers Collection
- 2012: The Covers Collection 2
- 2013: The Covers Collection 3
- 2014: The Covers Collection 4
- 2016: Love Songs

### Singles (Auswahl)
- 2011: Someone Like You
- 2012: Don’t You Worry Child
- 2013: Let Her Go
- 2013: Wake Me Up
- 2015: Don’t You Worry Child (Charming Horses Remix)
- 2015: How Deep Is Your Love

### Gastbeiträge
- 2013: Dear God (Crystal Lake feat. Beth)
- 2014: Illuminate Me (Carl Hanaghan feat. Beth)
- 2014: Speed of Light (Massivedrum feat. Beth)
- 2015: Need Somebody (Bodybangers feat. Beth)

## Belege
1. 1 2 3  Chartquellen: BE (Flandern) BE (Wallonien)

| Personendaten    | Personendaten      |
| ---------------- | ------------------ |
| NAME             | Beth               |
| KURZBESCHREIBUNG | britische Sängerin |
| GEBURTSDATUM     | 20. Jahrhundert    |